# John Sheppard (compositore)
John Sheppard (1515 circa – dicembre 1558) è stato un cantore e compositore inglese del Rinascimento.

## Biografia
Quasi nulla si conosce dei primi anni della sua vita e della sua attività professionale. Nel 1554 supplicò, apparentemente senza successo, per ottenere una laurea di Dottore in musica all'Università di Oxford, visto che aveva studiato musica per vent'anni ed aveva "composed many songs". Se i suoi studi erano iniziati nel 1534 è probabile che fosse nato nel secondo decennio del XVI secolo. Il 29 settembre 1543 venne nominato Informator Choristarum (istruttore dei cantori) al Magdalen College di Oxford dove rimase fino al 1548. Dal 1552 fu Gentleman della Cappella reale, posizione che assunse subito dopo aver lasciato il Magdalen College. A seguito di ricerche dello studioso David Chadd risulta che fece testamento il 1º dicembre 1558 e che venne tumulato il 21 dicembre, anche se gli erano state assegnate le livree per i funerali di Maria I il 13 dicembre e per l'incoronazione di Elisabetta I, il 15 gennaio 1559, evidentemente in quanto la Corte era all'oscuro della sua morte.

## Opere
Sheppard fu uno dei più importanti compositori del periodo Tudor e le sue composizioni erano paragonabili soltanto a quelle di Thomas Tallis. Le due fonti maggiori delle sue composizioni sono i Gyffard partbooks (GB-Lbm 17802-5), una collezione di quattro manoscritti probabilmente copiati negli anni 1570 dal Dr Roger Gyffard (ricerca di David Mateer) e GB-Och 979-83, cinque manoscritti residui, di una collezione di sei, copiati dopo il 1575 dal cantore di Windsor, John Baldwin. La maggior parte della musica contenuta nel Gyffard potrebbe essere stata composta nel periodo in cui soggiornò ad Oxford (il compilatore in precedenza era stato allievo del Merton College di Oxford). La musica contenuta nel manoscritto del Christ Church doveva, probabilmente, formare il repertorio della Cappella reale nel periodo degli anni 1550, quando Sheppard e Tallis erano i due principali membri del coro. Sheppard era evidentemente la figura chiave delle musiche del Rito di Sarum restaurate da Maria I che richiese elaborate composizioni in stile polifonico dopo la sua salita al trono e la restaurazione della religione cattolica nel 1553. La maggior parte delle musiche di Sheppard furono scritte in questo stile.

## Messe
Delle cinque messe di Sheppard pervenute, la Missa Cantate (a6) è la più lunga, sontuosa, nella tradizione di John Taverner, a sei voci polifoniche alternate ad un mosaico di sezioni a semi-coro. Il principale motivo unificante, a parte il motivo ricorrente all'inizio di ogni sezione, è la sequenza di otto note Fa-Mi-Fa-Sol-La-Sib-Sol-Fa, che ricorre al tenor in diversi punti. La quarta parte della quarta messa del ciclo, The Western Wind è basata su di una melodia popolare usata anche da John Taverner e Christopher Tye. Nelle musiche di Sheppard la melodia migra fra l'alto e il tenor. Due altri cicli, Be not afraid e The Frences Mass, sono entrambi elaborati contrappuntisticamente e costruiti liberamente, il primo composto per sole voci maschili. The Plainsong Mass for a Mean è la composizione più semplice strutturalmente fra quelle composte da Sheppard. Scritta in notazione semplificata, chiamata '‘strene’', segue la tradizione di un pezzo similare di Taverner. Essa comprende un Kyrie (diversamente dalla maggior parte delle messe in rito di Sarum) ed utilizza tecniche alternatate, con sezioni di canto e di polifonia.

## Musica con testi in latino
Sheppard scrisse molta polifonia per il rito di Sarum. Vi sono 21 responsori, pezzi liturgici elaborati normalmente cantati al Mattutino in cui vengono inserite progressivamente sempre più brevi ripetizioni del responsorio alternate a versi della dossologia. Sheppard scrisse spesso responsori a cinque e sei voci (polifonia) con il cantus firmus al tenor lasciando cantare i versi dell'incipit e della dossologia. Un buon esempio di questa tecnica si trova in Verbum caro factum est a sei voci (il nono responsorio al Matins di Natale). In pochi responsori feriali per l'Avvento e la Quaresima utilizza la procedura inversa, inserendo la polifonia nell'incipit e nella dossologia ma lasciando il responsorio al canto come in In manus tuas a4. Uno dei più grandiosi responsori di Sheppard è Gaude, gaude, gaude Maria (a6), un magnifico pezzo responsoriale interpolato alla prosa per il Secondo vespro per la festa della Purificazione. 
Così come Tallis, Sheppard scrisse anche degli inni, con versi cantati in polifonia sul chant cantus firmus ed altri lasciati al canto libero. Normalmente il cantus firmus si trova all'alto. Ve ne sono diversi scritti per particolari solennità del calendario liturgico, compresi graduali alle messe per la Pasqua (Haec dies a6) e Kyrie per il secondo vespro. Un pezzo alternato, In exitu Israel, composto per la veglia pasquale, venne composto da Sheppard, William Mundy e dal giovane William Byrd.

## Musica con testi in inglese
La musica di Sheppard per il nuovo rito protestante, penalizzata dalla dispersione dei manoscritti, venne presumibilmente composta durante il regno di Edoardo VI che vide la pubblicazione del Book of Common Prayer nel 1549 e quindi creò la necessità di comporre delle musiche per i testi in lingua inglese. Quattro pezzi (composizioni del cantico dei cantici ed altri pezzi per i mattutini in inglese, preghiera serale e comunione) sono giunti a noi in forma incompleta, il Secondo servizio è di grande interesse in quanto influenzò il Great Service di Byrd (ricerca di Richard Turbet). I quindici inni in inglese di Sheppard, la maggior parte dei quali in (a4), sono conformi alla domanda protestante di semplicità, chiarezza, versi intelligibili e testo molto ben sillabato. Il suo pezzo a cinque voci Lord's Prayer supera questi limiti, tuttavia, e raggiunge un elevato grado di elaborazione musicale. Le canzoni O happy dames e Vain, vain, all our life we spend in vain (entrambe in a4) sono gli unici pezzi noti di Sheppard di musica profana.

## Registrazioni
- Ceremony & Devotion- Harry Christophers, The Sixteen. (CORO)
- Media Vita; Music for Compline, Stile_Antico.